# Racjonalność komunikacyjna
Racjonalność komunikacyjna – wzorcowa sytuacja komunikacji pomiędzy podmiotami, gdzie dyskurs jest wolny zarówno od oddziaływań zewnętrznych, jak i od ograniczeń wynikających z samej struktury komunikacji językowej. Podmioty prowadzące dyskurs w takich warunkach łatwiej dochodzą do racjonalnych działań społecznych, a jednocześnie sprzyjają procesowi konsensualnej regulacji konfliktów społecznych. Teoria racjonalności komunikacyjnej została sformułowana przez Jürgena Habermasa.
Z uwagi na zbyt silną rolę oddziaływań zewnętrznych (np. uwarunkowania społeczno-kulturowe) i różnice w interpretacji stosowanego języka (np. „zniekształcenia” myśli w procesie komunikacji) możliwość komunikacji racjonalnej pozostaje w sferze ideacyjnej.